# Темп
Темп (італ. tempo від лат. tempus — час) — міра швидкості в музиці.
Частота чергування долей і тактів, визначається смисловим змістом в музиці; Ступінь швидкості виконання як правило вказується на початку музичного твору.
Хоча точне вимірювання швидкості музики (кількість ударів в одиниці часу) цілком можливо за допомогою метроному, в «живій» музиці (тобто не електронно-механічної, де кількість часток в одиниці часу встановлюється однозначно, наприклад, на драм-машині) темп, як правило, суворо не витримується. Темп — явище художнє, один із способів передати характер твору. Виконавець уповільнює (rallentando), прискорює (accelerando) або грає / співає навмисно нерівно (знамените rubato романтиків) на свій розсуд, в залежності від індивідуального відчуття. Маючи на увазі таке «відчуття», дослідники так описують темп:
|                 | Темп — сукупність всіх факторів музичного опусу — узагальнена сприйняття [мелодійного] тематизму, ритміки, артикуляції, «дихання», гармонійних послідовностей, тонального руху, контрапункту.Оригінальний текст (англ.) Tempo is a consequence of the sum of all factors within a piece — the overall sense of a work’s themes, rhythms, articulations, “breathing,” motion, harmonic progressions, tonal movement, contrapuntal activity … Tempo … is a reduction of this complex Gestalt into the element of speed per se, a speed that allows the overall, integrated bundle of musical elements to flow with a rightful sense. |
| — Девід Епштейн | |

## Позначення темпів
| позначення          | значення                                          | метроном — чверток на хвилину (bpm) |
| Повільні темпи      | Повільні темпи                                    | Повільні темпи                      |
| ------------------- | ------------------------------------------------- | ----------------------------------- |
| largissimo          | занадто повільно                                  | 31—39                               |
| grave               | важко, дуже повільно                              | 40-48                               |
| largo               | широко                                            | 44 — 52                             |
| largamente          | протяжно                                          | 46-54                               |
| adagio              | повільно, спокійно                                | 48-56                               |
| lento               | повільно, швидше ніж largo                        | 50-58                               |
| lentamente          | повільно, швидше ніж lento                        | 52-60                               |
| larghetto           | доволі широко                                     | 54-63                               |
| andante assai       | дуже спокійним кроком                             | 56-66                               |
| adagietto           | доволі повільно                                   | 58-72                               |
| Помірні темпи       |                                                   |                                     |
| andante             | ходою, в темпі повільного кроку                   | 58-72                               |
| andante maestoso    | урочистим кроком                                  | 60-69                               |
| andante mosso       | жвавим кроком                                     | 63-76                               |
| comodo              | не поспішаючи, невимушено                         | 63-80                               |
| andante non troppo  | не швидким кроком                                 | 66-80                               |
| andante con moto    | зручно, не поспішаючи                             | 69-84                               |
| andantino           | трохи швидше за andante                           | 72-88                               |
| moderato assai      | дуже помірно                                      | 76-92                               |
| moderato            | помірно, стримано                                 | 80-96                               |
| marcia moderato     | стриманим маршем                                  | 82-98                               |
| con moto            | з рухом                                           | 84-100                              |
| allegretto moderato | помірно жваво                                     | 88-104                              |
| allegretto          | рухливо, трохи повільніше за allegro              | 92-108                              |
| allegretto mosso    | швидше, ніж allegretto                            | 96-112                              |
| molto allegretto    | швидше за alegretto mosso                         | 98-114                              |
| animato             | жваво                                             | 100-116                             |
| animato assai       | дуже жваво                                        | 104-120                             |
| allegro moderato    | помірно швидко                                    | 108-126                             |
| tempo di marcia     | у темпі маршу                                     | 112-126                             |
| allegro maestoso    | швидко але поважно                                | 114-129                             |
| allegro non troppo  | швидко, але не занадто                            | 116-132                             |
| allegro tranquillo  | швидко, але спокійно                              | 116-132                             |
| Швидкі темпи        |                                                   |                                     |
| allegro             | рухливо, весело                                   | 120-144                             |
| allegro affetuoso   | швидше за allegro але повільніше за allegro molto | 129-153                             |
| allegro molto       | цілком швидко                                     | 138-160                             |
| allegro assai       | цілком швидко                                     | 144-168                             |
| allegro agitato     | цілком швидко, схвильовано                        | 152-176                             |
| allegro vivace      | значно швидко                                     | 160-184                             |
| vivo vivace         | живо, швидко, швидше ніж allegro                  | 168-192                             |
| molto vivace        | швидше за vivace                                  | 172-196                             |
| presto              | поспішаючи, дуже швидко                           | 184-200                             |
| presto agitato      | бігом гепарда, дуже висока швидкість              | 188-204                             |
| presto agitato      | дуже швидко схвильовано                           | 188—204                             |
| prestissimo         | швидко в найвищій мірі, ще швидше за presto       | 192-208                             |